# Marie Baptiste
Marie Louise Baptiste, också känd som Marie le Prévost eller Prevot, född Dumont eller Du Mont 8 februari 1733 i Bordeaux i Frankrike, var en fransk skådespelerska och sångerska verksam i Sverige.  Hon var primadonna i den franska teatern, Sällskapet Du Londel, som uppträdde i Sverige under den senare hälften av frihetstiden. 

## Biografi
Marie Dumont föddes i Bordeaux. Hennes artistnamn var Mademoiselle le Prévost. Hon fick namnet Baptiste då hon år 1754 gifte sig med Jacques Anselme Baptiste. Maken var även violoncellist i hovkapellet och Gustav III:s lärare i franska.          

### Sverige
År 1756 reste teaterdirektören Louis Du Londel från Sverige till Haag för att rekrytera nya medlemmar till den franska teatern i Sverige, och återvände med åtta personer, av vilka den viktigaste var Marie Baptiste. 
Den franska truppen hade vid sitt engagemang i Sverige enbart innehållit tolv personer (sex av vardera kön), och det var nödvändigt att engagera fler medlemmar. Franska teatern stod under översikt överintendenterna Cronstedt och Adelcrantz och uppträdde inför hovet, men gav också offentliga föreställningar i Bollhuset vid Slottsbacken om vintrarna, medan den spelade på slottsteatrarna för hovet om somrarna. 
Truppen präglades av strängt reglerad hierarki, och Marie Baptiste var truppens primadonna.  Hon skulle enligt anställningskontraktet spela förstaroller inom alla genrer: tragedier och komedier från Comédie Francaise och Comédie-Italienne, opéras comiques - samt rôles travestique inom dem - medan maken skulle spela andraroller.  Baptiste var mest uppmärksammad som tragedienne, och ansågs av Gustav III överträffa den berömda Marie Dumesnil i Paris.  En av hennes mest omtalade roller var i Gabrielle de Vergy av Belloy.  
Från 1759 och framåt framträdde hon även offentligt som sångerska, bland annat vid konserter på Riddarhuspalatset.  Fem av hennes konserter finns dokumenterade fram till 1771. 
Hon levde 1762–68 skild från sin man, som under denna tid förvisades från Sverige av okänd orsak.

### Teaterbranden
Det var Baptiste som rusade ut på scen mitt under öppningen av femte akten under föreställningen på drottningens namnsdag 25 augusti 1762 och slog larm då den första Drottningholmsteatern började brinna; publiken trodde först att det var en del av pjäsen då hon kom utrusande på scenen.
Knut Henrik Leijonhufvud beskrev scenen ett brev till Carl Christoffer Gjörwell: 
"Fjärde akten var redan spelt till ända och orkestern gjorde en musik ... Äntligen gavs med det vanliga klapp på teatern tecken till tystnad; och i detsamma kom :madame Baptiste springande mitt igenom teatern och gjorde en geste, som utvisade all hennes bedrövelse; ingen trodde annat än att det hörde till pjäsen. Hon, som :då fann, att det tecknet ej hade gjort nödig verkan var den enda som åter hade den resolution att komma in och då sade hon endast med halvkvävd röst, Le feu – :och sauverade sig strax."
En piga, en pojke och två personer "af arbetsfolcket" dör i branden. Skådespelarna förlorar allt eftersom deras bostäder fanns inrymda där.  Genom att slå larm och därmed ha gett de flesta människor tid att utrymma lokalen, blev Marie Baptiste 1762 tillerkänd en statlig pension på 1000 silvermynt. Den fråntogs henne 1765, men återinfördes 1769, då hon avstod den mot ett kontant engångsbelopp. Gustav III återställde den dock 1776.

### Senare liv
Baptiste var mor till Fredrik Adolf (1756), Anselme Joannes Baptiste (1757), operasångerskan Marie Louise Marcadet (1758) och en dotter som möjligen blev dansös i svenska baletten.   
Då den franska teatern upplöstes 1771 turnerade familjen i Europa men fick inget fast engagemang: enligt uppgift blev de utskrattade på sin turné. De fick 1776 tillstånd att återvända till Sverige, där paret ville starta en scenskola med dottern som lärare. Det realiserades aldrig, men dottern skulle bli en av den svenska teaterns stora stjärnor och åtog sig 1789 elever.  
Paret Baptiste medverkade vid sin återkomst i franska pjäser för hovet. Julen 1776 skriver Fersen: "alla aftnar gavs en fransk comedie, af den under saling konungen formerade franska skådespelaretrupp, som efter truppens upplösning nedsatt sig i Stockholm och som tillökades med några franska dansörer från den svenska opera-personalen."
Teatersällskapets viktigaste medlemmar var 1778 paret Baptiste med dotter, Chatillon, Mme. och Louis Frossard, Francesco Antonio Uttini och Louis Gallodier. När Déricourt och Jean-Rémy Marcadet blev medlemmar 1780 förklarade kungen att endast paret Louis Du Londel och Marguerite Morel, som då var i Paris, fattades för att kunna spela riktiga pjäser.  
År 1776 blev maken Jacques Anselme andre violoncellist i Hovkapellet, vilket han var i tio år. Paret lämnade slutgiltigt Sverige år 1786.